# Utlämnad
Utlämnad (eng. Rendition) är en amerikansk film från 2008 i regi av Gavin Hood.

## Rollista
- Omar Metwally - Anwar El-Ibrahimi
- Reese Witherspoon - Isabella Fields El-Ibrahimi
- Aramis Knight - Jeremy El-Ibrahimi
- Rosie Malek-Yonan - Nuru El-Ibrahimi
- Jake Gyllenhaal - Douglas Freeman
- Moa Khouas - Khalid
- Zineb Oukach - Fatima Fawal
- Yigal Naor - Abasi Fawal
- J.K. Simmons - Lee Mayers
- Meryl Streep - Corrine Whitman
- Bob Gunton - Lars Whitman
- Raymonde Amsalem - Layla Fawal
- Simon Abkarian - Said Abdel Aziz
- Wendy Phillips - Samantha
- Peter Sarsgaard - Alan Smith
- Christian Martin - Senator Lewis' Aide
- Alan Arkin - Senator Hawkins